# نظام تحكم

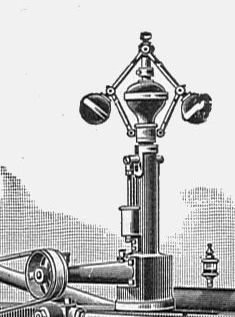

يقوم نظام التحكم بإدارة أو إعطاء أوامر أو توجيه أو تنظيم سلوك الأجهزة أو الأنظمة الأخرى باستخدام حلقات التحكم. يمكن أن يتراوح من متحكم تدفئة منزلية واحدة باستخدام منظم حرارة يتحكم في السخان المنزلي، إلى أنظمة تحكم صناعية كبيرة تُستخدم للتحكم في العمليات أو الآلات.
بالنسبة للتحكم المعدَّل باستمرار، يُستخدم المتحكم بالتغذية المرتدة للتحكم تلقائيًا في العملية أو التشغيل. يقارن نظام التحكم قيمة أو حالة متغير العملية الذي يُتَحَكَّمُ فيه بالقيمة المطلوبة أو قيمة الضبط، ويطبق الفرق كإشارة تحكم لجعل ناتج متغير العملية للمنشأة مساويًا لقيمة الضبط.
لمنطق تسلسلي وتجميعي، يُستخدم منطق البرنامج (الخوارزمية)، كما هو الحال في جهاز تحكم منطقي قابل للبرمجة.

## تحكم مفتوح الحلقة ومغلق الحلقة
توجد فئتان شائعتان لإجراءات التحكم: حلقة مفتوحة وحلقة مغلقة. في نظام تحكم مفتوح الحلقة، يكون إجراء التحكم من المتحكم مستقلًا عن متغير العملية. مثال على ذلك هو الغلاية المركزية التي يتحكم بها المؤقت فقط. يكون إجراء التحكم هو تشغيل الغلاية أو إيقافها. تمثل درجة الحرارة؛ متغير العملية. يشغّل هذا المتحكم نظام التسخين لفترة زمنية ثابتة بغض النظر عن درجة حرارة المبنى.
في نظام تحكم مغلق الحلقة، يعتمد إجراء التحكم من المتحكم على متغير العملية المطلوب والفعلي. في حالة مشابهة للسخان، يستخدم هذا النظام منظم حرارة لرصد درجة حرارة المبنى، ويُرجِع إشارة لضمان حفاظ مُخرج المتحكم على درجة حرارة المبنى قريبة من تلك المحددة على منظم الحرارة. يحتوي المتحكم مغلق الحلقة على حلقة تغذية مرتدة تضمن قيام المتحكم بإجراء تحكم لضبط متغير العملية عند نفس قيمة الضبط. لهذا السبب، يطلَق على متحكمات الحلقات المغلقة أيضًا متحكمات بالتغذية المرتدة.

## أنظمة تحكم بالتغذية المرتدة
في حالة أنظمة التغذية المرتدة الخطية، تُرتب حلقة تحكم متضمنة مستشعرات وخوارزميات تحكم ومشغلات في محاولة لتنظيم متغير عند نقطة ضبط. من الأمثلة اليومية على ذلك؛ مثبت السرعة في سيارة على الطريق، حيث تتسبب التأثيرات الخارجية مثل المرتفعات في تغيرات السرعة، ويكون للسائق القدرة على تغيير السرعة المضبوطة المطلوبة. تستعيد خوارزمية متحكم تناسبي تكاملي تفاضلي (بي آي دي) السرعة الفعلية إلى السرعة المطلوبة بالطريقة المثلى، مع أقل تأخير أو تجاوز للحد، عن طريق التحكم بخرج الطاقة لمحرك السيارة.
تستعين أنظمة التحكم، التي تتضمن بعض الاستشعار للنتائج التي تحاول تحقيقها، بالتغذية المرتدة، ويمكن أن تتكيف مع الظروف المختلفة إلى حد ما. لا تستخدم أنظمة التحكم ذات الحلقات المفتوحة التغذية المرتدة، ولا تعمل إلا بطرق مرتبة مسبقًا.

## تحكم منطقي
نُفذت أنظمة التحكم المنطقية للآلات الصناعية والتجارية تاريخيًا بواسطة مرحلات كهربائية وموقتات حدبية متصلة باستخدام تدرج منطقي. اليوم، تُنشأ معظم هذه الأنظمة باستخدام متحكمات دقيقة أو أجهزة تحكم منطقية قابلة للبرمجة (بي إل سي) متخصصة. لا يزال ترميز التدرج المنطقي قيد الاستخدام كطريقة برمجة لأجهزة التحكم المنطقية القابلة للبرمجة.
قد تستجيب المتحكمات المنطقية للمفاتيح الكهربائية وأجهزة الاستشعار، ويمكن أن تتسبب في تشغيل الآلية للعمليات المختلفة وإيقافها من خلال استخدام المشغلات. تُستخدم المتحكمات المنطقية لتسلسل العمليات الميكانيكية في العديد من التطبيقات. من الأمثلة على ذلك؛ المصاعد والغسالات الكهربائية وغيرها من الأنظمة ذات العمليات المترابطة. قد يولّد نظام التحكم التسلسلي التلقائي سلسلة من المشغلات الميكانيكية بالتسلسل الصحيح لتنفيذ مهمة. على سبيل المثال، قد تقوم محولات الإشارة الكهربائية والهوائية مختلفة بطي صندوق من الورق المقوى ولصقه، ثم تعبئته بالمنتج وإحكام سده في آلة تغليف تلقائية.
يمكن كتابة برنامج المتحكمات المنطقية القابلة للبرمجة بطرق مختلفة؛ إما بمخططات سُلّمية، أو مخططات وظيفية تسلسلية أو قوائم سردية.

## تحكم التشغيل أو الإيقاف
يستخدم تحكم التشغيل أو الإيقاف متحكمًا بالتغذية المرتدة الذي يبدل فجأةً بين الحالتين. يمكن وصف منظم حرارة داخلي ثنائي المعدن بسيط بأنه متحكم تشغيل أو إيقاف. عندما تقل درجة الحرارة في الغرفة (متغير العملية) عن ضبط المستخدم (قيمة الضبط)، يُشغّل السخان. من الأمثلة الأخرى على ذلك؛ مفتاح الضغط على ضاغط هواء. عندما ينخفض الضغط (متغير العملية) عن قيمة الضبط، يُزوَد الضاغط بالطاقة فيعمل. تحتوي الثلاجات ومضخات التفريغ على آليات مماثلة. يمكن أن تكون أنظمة تحكم التشغيل أو الإيقاف البسيطة كتلك رخيصة وفعالة.

## تحكم خطي
تُستخدم أنظمة تحكم الارتجاع السلبي الخطي لإنتاج إشارة تحكم للحفاظ على متغير العملية المتحكَم به عند نقطة الضبط المطلوبة. هناك العديد من أنواع أنظمة التحكم الخطية ذات القدرات المختلفة.

### تحكم تناسبي
يعد التحكم التناسبي نوعًا من أنظمة التحكم الخطية بالتغذية المرتدة، يُطبَق فيه التصحيح على المتغير المتحكم به الذي يتناسب مع الفرق بين القيمة المطلوبة والقيمة المحسوبة. يوجد مثالان ميكانيكيان كلاسيكيان هما صمام العوامة للمرحاض ومحدد السرعة بالطرد المركزي.
يعد نظام التحكم التناسبي أكثر تعقيدًا من نظام تحكم التشغيل أو الإيقاف، ولكنه أبسط من نظام التحكم التناسبي التكاملي التفاضلي المستخدم، في مثبت السرعة في السيارة على سبيل المثال. يعمل تحكم التشغيل أو الإيقاف مع الأنظمة التي لا تتطلب دقة أو استجابة عالية، ولكنها غير فعالة في عمليات التصحيح والاستجابات السريعة والموقوتة. يتجاوز التحكم التناسبي هذا الأمر من خلال تعديل المتغير المعالَج، مثل صمام التحكم، عند مستوى كسب يتفادى عدم الاستقرار، ولكنه يطبق التصحيح بأسرع ما يمكن عمليًا من خلال تطبيق الكمية المثلى للتصحيح النسبي.
يتمثل أحد عيوب التحكم التناسبي في أنه لا يمكنه التخلص من الخطأ المتبقي من الفرق بين القيمة المطلوبة والقيمة المحسوبة، نظرًا إلى أنه يتطلب خطأ لتوليد مخرج تناسبي. يمكن استخدام متحكم تناسبي تكاملي تفاضلي للتغلب على ذلك. يستخدم المتحكم التناسبي التكاملي التفاضلي حدًا تناسبيًا لإزالة الخطأ الإجمالي، وحدًا تكامليًا لإزالة خطأ الإزاحة المتبقي عن طريق تكامل الخطأ بمرور الوقت.
في بعض الأنظمة توجد حدود عملية لنطاق المتغير المعالَج. على سبيل المثال، لدى السخان حد لدرجة الحرارة التي يمكن أن ينتجها، ولا يمكن للصمام أن يفتح إلا بقدر معين. تغير التعديلات على الكسب في الوقت نفسه نطاق قيم الخطأ التي يكون المتغير المعالَج فوقها بين هذه الحدود. يُسمى عرض هذا النطاق بالنطاق التناسبي، بالوحدات لمتغير الخطأ، وعليه، لمتغير العملية.

#### مثال الفرن
عند التحكم في درجة حرارة فرن صناعي، يكون من الأفضل عادةً التحكم في فتح صمام الوقود بما يتناسب مع الاحتياجات الحالية للفرن. يساعد ذلك على تجنب الصدمات الحرارية وتطبيق الحرارة بفعالية أكبر.
عند كسب منخفض، يُطبق إجراء تصحيحي صغير فقط عند اكتشاف أخطاء. قد يكون النظام آمنًا ومستقرًا، ولكنه قد يكون بطيئ الاستجابة للظروف المتغيرة. ستظل الأخطاء غير مصححة لفترات زمنية طويلة نسبيًا ويكون النظام مفرط التخامد. إذا زاد الكسب النسبي، تصبح هذه الأنظمة أكثر استجابة وتكون معالجة الأخطاء أسرع. توجد قيمة مثالية لإعداد الكسب عندما يُقال أن النظام الإجمالي متضائل بشكل حرج. تؤدي الزيادات في الكسب الإطاري فوق هذه النقطة إلى تذبذبات في متغير العملية ويصبح مثل هذا النظام تحت الإخماد. يُعرف ضبط الكسب لتحقيق سلوك متضائل بشكل حرج بتوليف نظام التحكم.
في حالة تحت الإخماد، يسخن الفرن بسرعة. بمجرد الوصول إلى نقطة الضبط، فإن الحرارة المخزنة داخل النظام الفرعي للسخان وفي جدران الفرن ستحافظ على ارتفاع درجة الحرارة المحسوبة فوق المطلوب. بعد الارتفاع فوق نقطة الضبط، تنخفض درجة الحرارة مرة أخرى وتُطبق الحرارة مرة أخرى في النهاية. يسمح أي تأخير في إعادة تسخين النظام الفرعي للسخان بانخفاض درجة حرارة الفرن إلى ما دون نقطة الضبط وتتكرر الدورة. لا يُرغب بتذبذبات درجة الحرارة التي ينتجها نظام التحكم في الأفران منخفضة الإخماد.
في نظام متضائل بشكل حرج، ومع اقتراب درجة الحرارة من نقطة الضبط، يبدأ بتقليل مدخلات الحرارة، ويكون لمعدل تسخين الفرن الوقت اللازم للإبطاء، ويتجنب النظام تجاوز الحد. يُتجنب تجاوز الحد أيضًا في نظام تحت الإخماد ولكن يكون النظام بطيئًا بشكل لا داعي له للوصول إلى نقطة الضبط في البداية للاستجابة إلى التغييرات الخارجية في النظام، مثل فتح باب الفرن.